# Noël Gallon
Noël Gallon   (6è districte de París, 11 de setembre de 1891 - París, 26 de desembre de 1966) fou un compositor i professor, va guanyar el primer Gran Prix de Rome de composició musical l'any 1910.
Va ser professor de fuga i contrapunt al Conservatori de París. El seu germà, Jean Gallon (1878-1959), també músic, va fer classes d'harmonia al mateix Conservatori.
D'entre l'activitat professional de Noël Gallon, cal destacar la direcció del "Concurs de Música i Declamació" de la Fundació Léopold Bellan de París, càrrec que va exercir des de 1936 fins a l'any de la seva mort.
Va publicar obres didàctiques com un "Tractat de contrapunt" en col·laboració amb Marcel Bitsh, que per la seva importància, és un dels manuals, especialment recomanats, als estudiants del Conservatori de Música de Québec. Són cèlebres també, la sèrie de "Dictats Tonals", petita obra mestra que resumeix totes les dificultats de la música tonal.
Va compondre en col·laboració amb el seu germà la música per a ballet "Hansli le Bossu" (1914).
Molts dels seus alumnes van ser posteriorment notables músics com:
- Lucie Robert-Diessel[1]
- Pierre-Philippe Bauzin
- René Herbin
- Jean Rivier[2]
- Tony Aubin
- els germans René i Henri Challan
- Jeanne Demessieux
- Maurice Duruflé
- Henri Dutilleux
- Olivier Messiaen
- Jean Rivier
- Paule Maurice
- Pierre Sacan
- Pierre Petit
- i l'uruguaià Carlos Estrada